# Fissidens beckettii
Fissidens beckettii är en bladmossart som beskrevs av Mitten 1873. Fissidens beckettii ingår i släktet fickmossor, och familjen Fissidentaceae. Inga underarter finns listade i Catalogue of Life.